# Gösta Magnusson
Klas Gösta Natanael Magnusson (ur. 13 września 1915 w Stora Mellösa, zm. 25 listopada 1948 w Örebro) – szwedzki sztangista. Brązowy medalista olimpijski z Londynu.
Zawody w 1948 były jego jedynymi igrzyskami olimpijskimi. Zajął trzecie miejsce w rywalizacji w wadze średniej (do 82,5 kg). Wyprzedzili go Amerykanie Stanley Stanczyk i Harold Sakata. Wynik ten dał mu równocześnie tytuł mistrza Europy.